# Борміо
Борміо (італ. Bormio) — муніципалітет в Італії, у регіоні Ломбардія,  провінція Сондріо.
Борміо розташоване на відстані близько 540 км на північ від Рима, 145 км на північний схід від Мілана, 55 км на північний схід від Сондріо.
Населення — 4103 особи (2014).

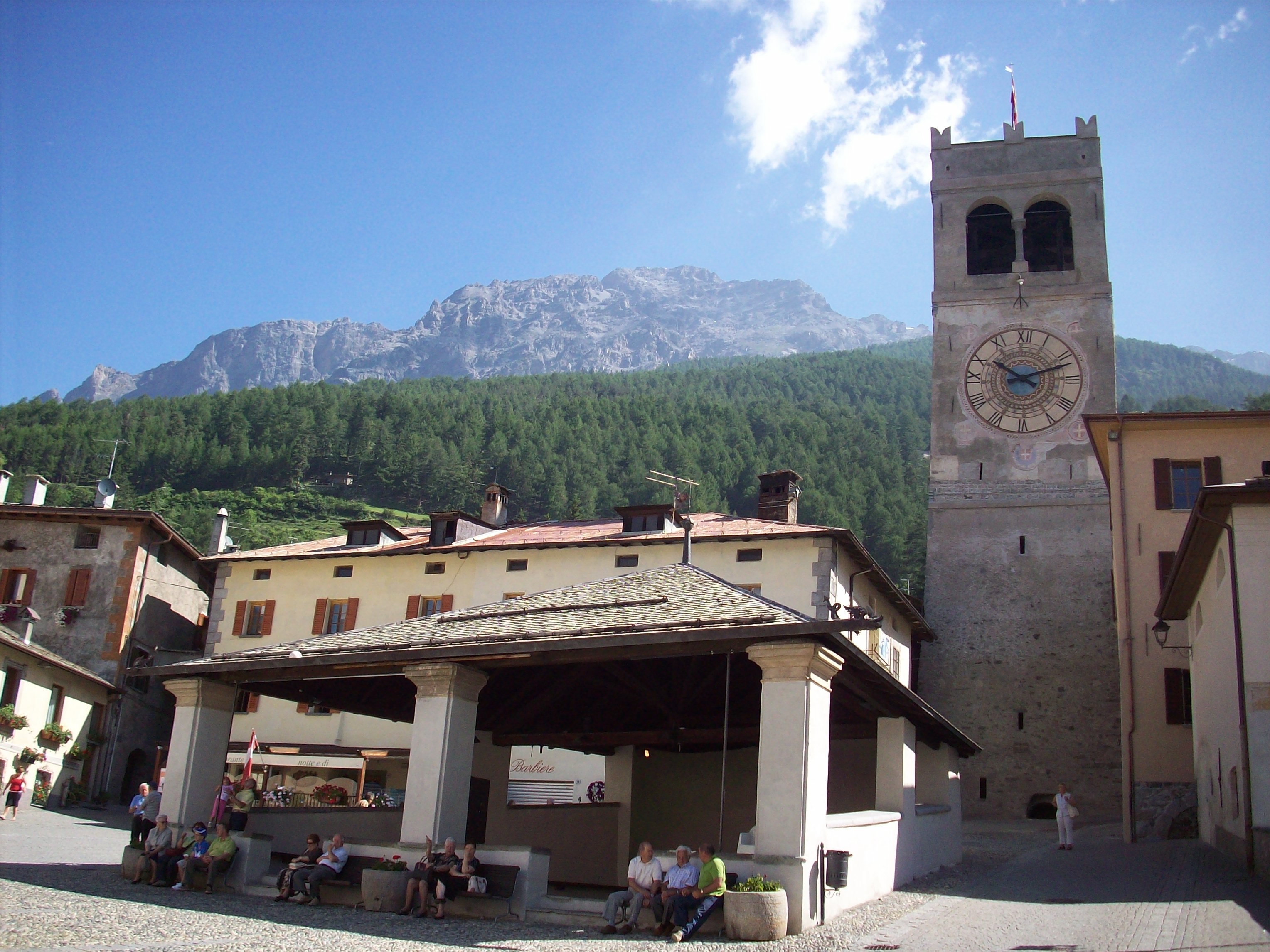

Щорічний фестиваль відбувається 19 червня. Покровителі — святі Гервасій та Протасій.

## Демографія
Населення за роками:

Станом на 1 січня 2023 року в муніципалітеті офіційно проживало 199 іноземців з 39 країн, серед них 44 громадяни країн Євросоюзу та 9 громадян України.

## Сусідні муніципалітети
- Санта-Марія-Валь-Мстаїр
- Стельвіо
- Вальдідентро
- Вальдізотто
- Вальфурва

## Міста-побратими
- Азербайджан, Кахі (2014)